# Алавари
Алавари (груз. ალავარი, азерб. Hallavar) — село Марнеульского муниципалитета, края Квемо-Картли республики Грузия с 97 %-ным азербайджанским населением. Находится на юге Грузии, на территории исторической области Борчалы.

## География
Граничит с селами Тамариси, Квемо-Кошакилиси, Диди-Беглари, Патара-Ахмедло и Земо-Кошакилиси Марнеульского Муниципалитета.

## Население
По данным Государственного статистического комитета Грузии, согласно официальной переписи 2002 года, численность населения села Алавари составляет 288 человек и на 97 % состоит из азербайджанцев.

## Экономика
Население в основном занимается сельским хозяйством, овцеводством, скотоводством и овощеводством.
19 августа 2012 года, в результате сильнейшего за последние 40 лет града, были полностью уничтожены фруктовые сады, кукурузные поля, посевы огурцов и помидоров в селе Алавари, а также в селах Тамариси и Ахали-Диокниси Марнеульского муниципалитета.

## Достопримечательности
- Мечеть
- Средняя школа[5]